# Stefan Knabe
Stefan Knabe (* 27. Dezember 1963 in Hamburg) ist ein ehemaliger deutscher Segler.

## Werdegang
Knabe lebte bis 1986 in Wedel bei Hamburg. 1987 wurde er zusammen mit Jens-Peter Wrede und Matthias Adamczewski deutscher Meister in der Bootsklasse Soling. Im Folgejahr nahm man in dieser Besatzung auch an den Olympischen Sommerspielen teil und erreichte dort den 15. Platz. 1989 gehörte er beim Admiral’s Cup zur Besatzung der „Rubin“ von Eigner Hans-Otto Schümann.
Knabe lernte Beton- und Stahlbauer und studierte anschließend Architektur, 1990 machte er sich in Lübeck mit einem Architekturbüro selbständig, 2006 wurde er zudem Sachverständiger für Gebäudeschäden.